# Ulla Plener
Ulla Plener (* 12. Februar 1933 in Berlin) ist eine deutsche Historikerin, die am Institut für Imperialismusforschung der Akademie für Gesellschaftswissenschaften beim ZK der SED tätig war.

## Leben
Plener ist die Tochter der deutschen Résistance-Kämpfer Marie-Luise Plener und Kurt Plener. Kurz nach ihrer Geburt mussten beide Eltern wegen ihrer Aktivitäten in der KPD Deutschland verlassen, die Familie wurde getrennt. Der Vater ging nach Dänemark, Ulla Plener mit ihrer Mutter ins sowjetische Exil. Ihre Kindheit verbrachte sie in einem Heim der Internationalen Roten Hilfe in Iwanowo, während ihre Mutter sich der französischen Résistance anschloss. Nach Kriegsende trafen sich beide in Berlin wieder.

## Wissenschaftliche Leistungen
Von 1951 bis 1956 studierte Ulla Plener Geschichte an einer Moskauer Universität. Sie promovierte und habilitierte in Berlin 1969 (Promotion A) und 1975 (Promotion B) mit Themen zur Geschichte der SPD 1945 bis 1949. Daraus entstand als Kurzfassung 1981 ihr Werk SPD 1945–1949. Konzeption, Praxis, Ergebnisse. Sie war Dozentin und Forschungsbereichsleiterin am Institut für Imperialismusforschung der Akademie für Gesellschaftswissenschaften beim ZK der SED.
Nach der deutschen Wiedervereinigung setzte Ulla Plener ihre Studien zur Sozialdemokratie fort und veröffentlichte Biographien des Gewerkschaftsführers Theodor Leipart sowie des SPD-Vorsitzenden Kurt Schumacher. Eng verbunden mit diesen Forschungen sind Texte Pleners zur Theorie und Praxis der Wirtschaftsdemokratie.
Ein zweites Schwerpunktthema war die französische Résistance; es erschienen sowohl eine Sammelbiographie von deutschen Frauen, die in der Résistance aktiv waren, als auch eine Einzelbiographie ihrer Mutter Marie-Luise Plener-Huber.
Vor 1989 nicht möglich, aber danach umso wichtiger wurde für Plener eine historische Aufarbeitung des Stalinismus. Ulla Plener untersuchte 1997 „Frauenschicksale unter Stalin“ und veröffentlichte 2006 einen Gedenkband über deutsche Opfer des Großen Terrors in der Sowjetunion. Die Namen zahlreicher, zuvor oft unbekannter Opfer wurden hier genannt und ihr Schicksal erläutert. In diesem Zusammenhang erschien 2009 auch eine Biographie des 1942 erschossenen Spanienkämpfers Mirko Beer mit Fotos und Dokumenten.
Die Erstveröffentlichung von bisher unbekannten Tagebüchern und Briefen Max Hoelz’ aus den Jahren 1929–1933 erfolgte in einem von Ulla Plener herausgegebenen Sammelband.
Plener war bis zur Einstellung der Zeitschrift Redakteurin der von der Rosa-Luxemburg-Stiftung herausgegebenen Zeitschrift Utopie kreativ und war aktiv in der Redaktion des Jahrbuchs für Forschungen zur Geschichte der Arbeiterbewegung.
Seit 1998 ist sie gewähltes Mitglied der Leibniz-Sozietät der Wissenschaften zu Berlin.

## Werke (chronologisch, Auswahl)
Als Autorin
- „Ich bereue mein Leben nicht.“ Marie-Luise Plener-Huber: Die Lebensgeschichte einer Idealistin. NoRa, Berlin, 2010, ISBN 978-3-86557-220-2
- Mirko Beer – Biographie in Dokumenten, Nora-Verlag, Berlin 2009, ISBN 978-3-86557-182-3.
- Rosa Luxemburg und Lenin: Gemeinsamkeiten und Kontroversen, Berlin 2009 ISBN 978-3-86557-191-5.
- Die SED-Führung 1946–1953: vom Einheitsapostel zum kalten Krieger in der Arbeiterbewegung. Chronik und Dokumente ihres Umgangs mit der SPD, Rostock 2008.
- Der feindliche Bruder: Kurt Schumacher. Intentionen, Politik, Ergebnisse 1921 bis 1952. Berlin 2003.
- Verratene Ideale: zur Geschichte deutscher Emigranten in der Sowjetunion in den 30er Jahren, Trafo-Verlag, Berlin 2000.
- Theodor Leipart: Persönlichkeit, Handlungsmotive, Wirken, Bilanz – ein Lebensbild mit Dokumenten (1867–1947), erschienen in zwei Halbbänden: 1. Biographie (Berlin 2000), 2. Dokumente (Berlin 2001).
- Theodor Leipart (1867–1947). Lebensbild eines Gewerkschafters, Berlin 1999
- Helmut Schinkel: zwischen Vogelers Barkenhoff und Stalins Lager. Biographie eines Reformpädagogen (1902–1946), Trafo-Verlag, 2. Auflage Berlin 1998.
- Leben mit Hoffnung in Pein – Frauenschicksale unter Stalin, Frankfurt (Oder) 1997.
- Arbeiterbewegung – demokratische Hauptkraft im Kapitalismus, Staatsverlag der DDR, Berlin 1988.
- Klassenkampf und Demokratie – Beiträge zur Kritik der bürgerlichen Ideologie und des Revisionismus, Berlin 1982.
- SPD 1945–1949. Konzeption, Praxis, Ergebnisse. Berlin/DDR 1981 (Dietz).

Als Herausgeberin
- Die Treuhand, der Widerstand in Betrieben der DDR, die Gewerkschaften (1990–1994), NoRa Verlag, Berlin 2011.
- Die Novemberrevolution 1918/1919 in Deutschland für bürgerliche und sozialistische Demokratie, Karl Dietz Verlag, Berlin 2009.
- Clara Zetkin in ihrer Zeit – neue Fakten, Erkenntnisse, Wertungen, Berlin 2008. - Als pdf online.
- Frauen aus Deutschland in der französischen Résistance: eine Dokumentation. Zweite erweiterte Auflage, Berlin 2006.
- mit Natalia Mussienko: Verurteilt zur Höchststrafe: Tod durch Erschießen – Todesopfer aus Deutschland und deutscher Nationalität im großen Terror in der Sowjetunion 1937/1938, Karl Dietz Verlag, Berlin 2006. - Als PDF online.
- Max Hoelz: „Ich grüße und küsse Dich – Rot Front!“ Tagebücher und Briefe, Moskau 1929 bis 1933, hg. v. U. Plener. Berlin 2005 - Als PDF online.
- Kurt Schumacher in der „Schwäbischen Tagwacht“ über Demokratie und Kommunisten – Aufsätze und Redeberichte (1926–1933) / ausgewählt und kommentiert von Ulla Plener zu seinem 100. Geburtstag, Berlin 1995.
- mit Joachim Poweleit: Sozialdemokratie heute – Beiträge zur Analyse der Programmdiskussion in der Sozialdemokratie (erschienen in der Akademie für Gesellschaftswissenschaften beim ZK der SED), Berlin 1989.
- Sozialdemokratie in Westeuropa heute: Stellung im politischen System, Verhältnis zu sozialen und politischen Kräften (erarbeitet von einem Kollektiv des Forschungsbereichs Bewusstheit und Organisiertheit der Arbeiterbewegung Kapitalistischer Industrieländer des Instituts für Imperialismusforschung. Unter Leitung von Ulla Plener und Horst Fisch), Berlin 1986.
- Lisa Gavrič: Die Straße der Wirklichkeit. Bericht eines Lebens, Berlin 1984.